# Ferdinand Anders
Ferdinand Anders (* 15. Oktober 1930 in Leopoldstadt, Wien; † 31. Januar 2023 in Klosterneuburg bei Wien) war ein österreichischer Historiker und Völkerkundler.

## Leben und Werk
Ferdinand Anders wurde 1930 in der Leopoldstadt in Wien geboren, absolvierte dort auch die Volksschule und das Gymnasium (Matura Juni 1949), besuchte die Staats- bzw. Bundeslehrerbildungsanstalt und studierte berufsbegleitend an der Philosophischen Fakultät der Universität Wien Geschichte und Völkerkunde. Im Dezember 1957 promovierte er zum Dr. phil. In seiner Dissertation Das Pantheon der Maya beschäftigte sich Anders mit der Religion der Maya.
Zwischen 1951 und 1990 war Anders im öffentlichen Schuldienst (zuerst Pflichtschule, später an der Pädagogischen Akademie des Bundes und der Erzdiözese Wien) und in der Volksbildung (Katholische Akademie in Wien) tätig. Zu den akademischen Lehrern von Ferdinand Anders zählten die Professoren Wilhelm Koppers, Robert Heine-Geldern, Dominik Wölfel und Benedikt. Als Ethnohistoriker mit Schwerpunkt Mesoamerika legte Anders besonderen Wert auf eine universal-historische Betrachtungsweise, die dem Standpunkt der Eingeborenen stärkere Aufmerksamkeit widmet.
Am 12. April 1968 erfolgte die Habilitation und die Erteilung der Lehrbefugnis als Universitätsdozent für Völkerkunde mit besonderer Berücksichtigung der Mexikanistik und Ethnohistorie. In weiterer Folge beschäftigte sich Anders intensiv mit den Codices selecti (mittelamerikanische Handschriften), mit der Serie Bibliotheca linguistica americana und gab die Serien Artes americanae und Fontes rerum mexicanarum heraus. Weiters initiierte Anders damit die umfassendste Sammlung von Primärquellen für den mexikanisch-mittelamerikanischen Raum. Er entzifferte und veröffentlichte erstmals alle Maya-Handschriften und belegte dadurch, dass die bis dahin als aztekisch angesehenen mexikanischen Handschriften großteils mixtekisch sind. Sein Standardwerk Das Pantheon der Maya wird im Handbook of Middle American Indians als well illustrated, comprehensive description and discussion of the religious-ritual of ancient and modern Mayance speaking groups gewürdigt. Einer seiner Schüler, Maarten Jansen, Professor für mesoamerikanische Archäologie an der Universität Leiden, Niederlande, beschrieb seinen Lehrer in einer Festschrift anlässlich von Anders’ 60. Geburtstag mit den Worten: Bei ihm fand ich die Fähigkeit, die meiner Meinung nach ein Kriterium ist, an dem man einen guten Lehrenden erkennt: die verschiedenen gegenwärtigen Bestrebungen der individuellen Wissenschaften in einem großen historischen Rahmen zu sehen.
Ein weiterer Schwerpunkt von Anders’ Forschungstätigkeit lag auf der Person des Erzherzogs Ferdinand Maximilian von Habsburg (er betreute in diesem Zusammenhang zwei Dissertationen).
Darüber hinaus publizierte Anders Monographien zu Alexander von Humboldt, Lukas Vischer, Eduard Mühlenpfordt, Moritz Rugendas, Eduard Seler, Manuel Orozco y Berra, Dominik Bilimek, Simon Leo Reinisch und Theobert Maler.
Anders betätigte sich auch als Sammler von Handschriften auf und Figuren (muñecos) aus Papieren, die aus Amate (Feigenbast) hergestellt wurden. In Weiterführung seiner wissenschaftlichen Studien über die Eingeborenen Mittelamerikas kam es zur Beschäftigung mit dem Verhalten rezenter Indianer und mit deren Verhältnis zu offiziellen Stellen.
1983 organisierte Anders die Niederösterreichische Landesausstellung Peru durch die Jahrtausende auf der Schallaburg, 1988 kuratierte er eine Ausstellung über den Wahlösterreicher Johann Jakob von Tschudi, die in Niederösterreich und im darauffolgenden Jahr in der Schweiz gezeigt wurde. Im Zuge dieser Arbeiten entdeckte Anders in Basel die Sprachaufzeichnungen von Johann Natterer über heute ausgestorbene brasilianische Indianerstämme wieder. Sie galten zuvor als durch den Brand der Hofburg 1848 verloren.
Bei der Vorbereitung der Ausstellung Altmexiko: mexikanische Zauberfiguren – alte Handschriften beginnen zu sprechen in Linz lernte Anders Anton Watzl kennen, der ihn 1989 auch auf eine Forschungsreise nach Uxmal und Palenque, Mexiko, begleitete und seine Eindrücke grafisch festhielt.
Weitere Ausstellungsbeteiligungen von Anders gab es in Hardegg, Riegersburg, Erlangen/Nürnberg, Augsburg, Leiden, Essen, Schaffhausen, Wien, Triest und München.
Mit dem Wintersemester 2001/02 beendete Anders seine Vorlesungstätigkeit an der Universität Wien, um sich intensiver seiner Forschungstätigkeit widmen und Doktoranden betreuen zu können.

## Privates
Ferdinand Anders war verheiratet, hatte drei Kinder und lebte in Klosterneuburg bei Wien, wo er am 31. Jänner 2023 im Alter von 92 Jahren starb.

## Auszeichnungen
- Zweimalige Nominierung als „Summer Fellow“ durch die Harvard University
- Ernennung zum „Profesor Honorario de la Universidad Nacional‚ Frederico Villareal’“ in Peru
- Condecoración eines „Comendadors des Verdienstordens ‚Al Mérito por Servicios Distinguidos’“
- Verleihung des „Ordens vom Aztekischen Adler“ durch die mexikanische Regierung
- 24. Juni 2003: Verleihung des Berufstitels „Professor“ durch das Österreichische Wissenschaftsministerium[5]

## Veröffentlichungen
- Als Erste ins Land der Maya. Universum, Jg. 1952, Wien 1952, S. 243–46.
- Das Pantheon der Maya. Phil. Diss., Wien 1957.
- Das Pantheon der Maya (Resumen). In: Wiener Völkerkundliche Mitteilungen. 5. Jg., Wien 1957, S. 58–60.
- Alfred M. Tozzer: Chichen Itza and its Cenote of Sacrifice A Comparative Study of Contemporaneous Maya and Toltecn. Memories of the Peabody Museum Cambridge. USA 1957.
- Girolamo Benzoni: Leben und Werk. Prospekt zu: GioB.: La Historia del Mondo Nuevo. Frühe Reisen und Seefahrten in Originalberichten. Band 2. Graz 1962.
- Girolamo Benzoni: La Historia del Mondo Nuevo. (Faksimile Ausgabe) Einleitung Ferdinand Anders, Graz 1962.
- Das Pantheon der Maya. Akademische Druck- und Verlagsanstalt, Graz 1963, VIII+433 Seiten, 30 Tafeln.
- Dominik Josef Wölfel (1888–1963). In: Wiener Völkerkundliche Mitteilungen. 11. Jg., Wien 1963, S. 1–5.
- Die Papierfiguren der Otomi von San Pablito, Puenla, Zentralamerika, Mexiko – Völker und Kulturen. Sonderausstellung Museum für Völkerkunde, Wien 1964, S. 41–44.
- Ausgrabungen von Iximché. Ein Beitrag zur Kunst der Cakchiquel-Maya. In: Wiener Völkerkundliche Mitteilungen. 12. Jg., Wien 1964, S. 73–83.
- Mexikanische Federarbeiten der Kolonialzeit (Ergebnisse von Studien in Bibliotheken, Archiven und Museen Spaniens, Italiens und Deutschlands). Sep.: Anzeiger der phil-hist. Klasse d. österr. Akademie der Wissenschaften, Jg. 1965, Graz 1965, S. 9–11.
- Lateinamerikanische Volkskunst. In: Schweizer Volkskunde. 55. Jg., Basel 1965, S. 90–94.
- Zur Bibliographie der „Historia del Mondo Nuovo“ von Girolamo Benzoni. In: ADEVA-Mitteilungen. Heft 4, März 1965, Graz 1965, S. 9–11.
- Völkerkundlicher und kulturhistorischer Quellenwert bei Illustrationen aus dem 16. bis 19. Jahrhundert. In: ADEVA-Mitteilungen. Heft 4, März 1965, Graz 1965, S. 9–11.
- Das Archivium Canarium Wölfel – Planung und Inhalt. In: ADEVA-Mitteilungen., Heft 6, Oktober 1965, Graz 1965, S. 15–24.
- Der Federkasten der Ambraser Kunstkammer. In: Jahrbuch der kunsthistorischen Sammlungen in Wien. Band 61, Wien 1965, S. 119.132.
- Basil Hall. Travels in North America. Preface, III–XXV, 12 III. Graz 1965.
- Das Archivium Canarium Wölfel. In: Monumenta linguae Canariae. Die kanarischen Sprachdenkmäler. Eine Studie zur Vor- und Frühgeschichte Weißafrikas. Biografie des Autors, Graz 1965, S. VII-XI.
- Lukas Vischer (1780–1840) Künstler, Reisender, Sammler. Ein Beitrag zur Ethnologie der Vereinigten Staaten von Amerika sowie zur Archäologie und Volkskunde Mexikos. Von Ferdinand Anders, Margerete Pfister-Burkhalter und Christian F. Feest, In: Völkerkundliche Abhandlungen. Band 2, Kommissionsverlag Münstermann-Druck, Hannover 1967.
- Wort- und Sachregister zu Eduard Seler, Gesammelte Abhandlungen zur amerikanischen Sprach- und Altertumskunde (einschl. Bio-Bibliographie). Graz 1967.
- Die Madrider Maya-Handschrift (Codex Tro-Cortesianus). In: ADEVA-Mitteilungen. Heft 11, März 1967, Graz 1967, S. 15–22
- Codex Tro-Cortesianus (Codex Madrid). Museo de América, Vol VIII, Graz 1967.
- Altamerikanische Kleinkunst. Die Reisehochschule, Zürich Nr. 5, Zürich 1967, S. 13–15.
- Arte plumario. Mexikanische Federmosaikarbeiten in europäischen Museen und Sammlungen. phil. Habil., Wien 1967.
- Codex Peresianus (Codex Paris). Bibliothéque Nationale Paris, Einleitung und Summary. Codices Selecti, Vol. IX, Graz 1968.
- Eduard Mühlenpfordt und Mexiko. In: ADEVA-Mitteilungen. Heft 19, Juni 1969, Graz 1969, S. 15–18.
- Eduard Mühlenpfordt: Versuch einer getreuen Schilderung der Republik Mexiko: Einleitung zum Nachdruck. Graz 1969.
- Marginalien zu Alexander von Humboldt. Vocere der Libro / der Bücherbrief, Heft 7, México 1969, S. 15–18.
- Codex Magliabechiano. Cl. XIII. 3. B. R. Bibl. Nazionale Centrale di Firenze. Einleitung, Graz 1970.
- gemeinsam mit Detlef Heikamp: Mexikanische Altertümer aus süddeutschen Kunstkammern. In: Pantheon, 28. Jg., Mai/Juni 1970, München 1970, S. 205–220.
- Altmexiko und Europa im Lichte der Ideengeschichte. In: Ethnologische Zeitschrift Zürich, I / 1970, Bern 1970, S. 11–40.
- Los Artes Menores. Tesoros de México – Arte Plumario y de Mosaico. Artes de México, No. 137. Ano 17, México 1971.
- Tagebuchaufzeichnungen von Simon Leo Reinisch Reise nach Mexiko 1867. Transkription von Dr. F. Anders, Österreich. Nationalbibliothek, Wien 1971.
- Fray Diego Lòpez de Cogolludo. Los Tres Siglos de las Dominiaciòn Espanola en Yucatan o sea Historia de esta Provincia. Bemerkungen zum Nachdruck der Zweitausgabe Campeche 1842 / Mérida 1845, Graz 1971, S. IV–VIII.
- Die Krönung des Guacho-Königs. Ein Gedicht Erzherzog Ferdinand Maximilians des nachmaligen „Kaiser von Mexiko“. Almogaren II, Hallein 1971, S. 257–259.
- gemeinsam mit Detlef Heikamp: Mexico und die Medici. Florenz 1972.
- Codex Vaticanus 3773 (Codex Vaticanus B) Bibl. Apostolica Vaticana. Einleitung Summary, Resumen. Codices Selecti, Codices Selecti, Vol XXXVI, Graz 1972.
- gemeinsam mit Knell, Heiner, Sperlich: Ullstein Lexikon der Kunst. Ullstein, Frankfurt am Main/Berlin/Wien 1972.
- Erzherzog Ferdinand Maximilian, Kaiser von Mexiko (1832–1867). Katalogbeiträge, Ausstellung Hardegg, Sommer 1974, Hardegg/Wien 1974, S. 87–129, 176 ff.
- Erzherzog Ferdinand Maximilian und das Segundo Imperio Mexicano. Hardegger Beiträge zur Maximilian-Forschung 1, Hardegg 1974.
- Die „Geistige Eroberung“ Mexikos. Aufstieg, Blüte und Ende der Indianermission (1524–1572). Festschrift Zerries, Ethnologische Zeitschrift Zürich, I / 1974, Zürich 1974, S. 23–32.
- In Memoriam Ernst Mengin. In: ADEVA-Mitteilungen. Heft 40, Graz 1974, S. 19–21.
- Erzherzog Ferdinand Max (1832–1867), Kaiser von Mexiko. Wissenschaftliche Bestrebungen / Ordenswesen / Münzen und Medaillen / Philatelie. In: Hardegger Beiträge. Band 1, S. 43. Vgl. Enzenhofer, Hardegg/Wien 1975.
- Kunst und Kunstgewerbe Altmexikos. Kroon-Voordracht. Stichting Nederlands Museum voor Anthropologie en Prehistorie. Amsterdam, 4. April 1975, Amsterdam 1975.
- Codex Dresdensis. Sächsische Landesbibliothek Dresden, Mscr. Dresd, R 310. Die Dresdner Maya-Handschrift: Kodikologische Beschreibung. In: Codices selecti, Vol. LIV, Graz 1975, Kommentar S. 43–93, Tafeln S. 95–131.
- Mexikanische Zauberfiguren, Aus der Sammlung F. A. Eine Sonderausstellung des Nö. Landesmuseums, Schloss Riegersburg Nö. Juni–Oktober 1976, Katalog: Wien 1976, 30 S.
- mit Maarten Jansen: Die Wiener präkolumbianischen Codices Manuscripti, 2. Jg. 1975, Heft 1, Wien 1976, S. 10–15
- Wurde die Mayahandschrift entziffert? Ethnologia Americana. Juli/August 1976, Nr. 74, 13. Jg., Heft 2, Düsseldorf 1976, S. 707f.
- Maya-Keramik und Skulptur aus Mexiko. Sammlung Manuel Barbachano Ponce. Ausstellungsbericht, Wien, Museum für Völkerkunde, Pantheon, München, 1977.
- (Mitherausgeber) Bruno Thomas, Gesammelte Schriften zur historischen Waffenkunde. 2 Bände, Graz 1977, 1748 S. (Einführung, Layout, Index).
- Die Krone Montezuma. Briefe aus Österreich, 1/1978, Wien 1978, S. 16–18.
- Der altmexikanische Federschild in Wien. In: Verein „Freunde der Völkerkunde“ (Hrsg.): Archiv für Völkerkunde. Band 32, Wien 1978.
- Die Totenfeiern für Kaiser Karl V. in Augsburg und Mexiko. Ausstellung „Welt im Umbruch“ – Augsburg zwischen Renaissance und Barock (Katalog Nr. 959–961). Augsburg 1979, S. 541–543.
- Yucatan. Die „Indios Barbaros“ und Kaiser Maximilian von Mexiko. Utopie und Realität im „Segundo Imperio Mexicano“. In: Archiv für Völkerkunde. Band 33, Wien 1979, S. 44–60.
- 1954–1979 Stadtgemeinde Klosterneuburg 25 Jahre wieder selbständig. Klosterneuburg 1979, 144 S.
- Mexikanische Zauberfiguren. Zur Sonderausstellung anlässlich des Kolloquiums über Mexiko in Erlangen, Dezember 1977. Lateinamerika Studien, 6: Wirtschaft und gesellschaftliches Bewusstsein in Mexiko seit der Kolonialzeit, München 1980, S. 217–225.
- Die „Historia del Mondo Nueco“ des Girolamo Benzoni und ihr Weiterwirken bis heute. Lateinamerika Studien, 7: Venezuela, Kolumbien, Ecuador. Wirtschaft, Gesellschaft und Geschichte. München 1980, S. 43–50.
- Augsburger Funeralwaffen und das „Tumolo Imperial“ Karls V. in Neuspanien. Wirtschaftskräfte und -wege. In: Festschrift für Hermann Kellenbenz, Band 5. Nürnberg/Stuttgart 1981, S. 637–663.
- Die Erschießung Maximilians von Mexiko am Cerro de las Campanas in Querètaro, 19. Juli 1867. Zinn-Club, Jahresbericht 2, Wien 1981, S. 54–63.
- Nürnberg und der Wiener Raum – Gemeinsamkeiten und ihr Beitrag zur Geschichte. Amtsblatt der Stadtgemeinde Klosterneuburg, Kulturbeilage Nr. 199, 3/1981. Klosterneuburg 1981.
- mit Klaus Eggert: Maximilian von Mexiko. Erzherzog und Kaiser. Nö. Pressehaus, St. Pölten 1982, 112 S.
- Größte Peru-Schau seit 1958. Niederösterreichische Perspektiven, Heft 1/1983, St. Pölten 1983, S. 3–6
- Peru durch die Jahrtausende (Vorbericht) Nö. Kulturberichte, März 1983, Wien 1983, S. 1–3.
- Peru durch die Jahrtausende. Kunst und Kultur im Lande der Inka. Katalog der Nö. Sonderausstellung 1983, Schloss Schallaburg (= Katalog des Nö. Landesmuseums, Neue Folge Nr. 133). Koordinierung der Beiträge, Plan der Ausstellung, S. 1–6, Katalogteil.
- Unsere Heimat: Peru durch die Jahrtausende. Begleitheft zur Nö. Landesausstellung 1983, Schloss Schallaburg, Wien 1983.
- Peru durch die Jahrtausende. Kunst und Kultur im Lande der Inka. Parnass, III, Heft 3, Linz 1983, S. 76f.
- Peru am Wiener Westbahnhof: Die Nachbildung einer Chullpa von Sillustani. Nö. Kulturberichte, Juni/Juli 1983, 5, Wien 1983.
- Johann Moritz Rugendas (1802–1858). Der „Humboldt des Zeichenstiftes“ und Peru. In: Alte und moderne Kunst. Heft 88, 28. Jg., Wien 1983, S. 24–27 (hauspublikationen.mak.at).
- Peru durch die Jahrtausende. Kunst und Kultur im Lande des Inka. Katalog der Peruausstellung 1984, Villa Hügel, Essen Recklinghausen 1984 (Hauptteil wie 62, Nachträge und Ergänzungen).
- Peru durch die Jahrtausende. Jugend-Begleitheft zur Peruausstellung 1984, Villa Hügel, Essen 1984.
- Peru durch die Jahrtausende. Kunst und Kultur im Lande des Inka. Katalog der Peruausstellung 1984, Allerheiligen, Schaffhausen. Recklinghausen 1984.
- Johann Jakob von Tschudi. Forscher – Reisender – Diplomat. Schaffhausen 1984, 19 S.
- Das Zeitalter der Konquista und wir. Zum 500. Geburtstag des Hernàn Cortés. Jahresbericht 1983–1985: österreichischer Zinn-Club, Wien 1985, S. 4–25.
- Im Lande der Inka. Utopien und Wirklichkeit. Österreichischer Zinn-Club, Sonderheft 2, Wien 1985, 64 S.
- mit Maarten Jansen: Altmexiko: mexikanische Zauberfiguren – alte Handschriften beginnen zu sprechen. Nordico, Katalog zur Ausstellung, Nr. 43, Linz 1986.
- Das Zweite Mexikanische Kaiserreich: Versuche zur Konsolidierung (1864–1866). In: Massimiliano von Trieste nach Mexiko. Katalog, Triest 1986, S. 101–103.
- Österreichische Wissenschafter und Künstler im Dienste Kaiser Maximilians. In: Massimiliano von Trieste nach Mexiko Katalog. Triest 1986, S. 105–108.
- Die Gärten Maximilians. Sonderausstellung Bezirksmuseum Hietzing. Oktober–Dezember 1987, Wien 1987, 32 S.
- Simon Leo Reinisch – Sein Lebensweg. Der „Vater der Ägyptologie und Afrikanistik in Wien“ als Pionier der Mexikanistik. In: Leo Reinisch – Werk und Erbe. Österr. Akademie der Wissenschaften, Sitzungsberichte, 492. Band, Wien 1987, S. 9–36.
- Einleitung zur Neuausgabe mit Bildteil und Erläuterungen, wie Ergänzungen in: Louis Baudin: Das Leben der Inka. Die Andenregion am Vorabend der spanischen Eroberung. Manesse Bibliothek der Weltgeschichte, Zürich 1987.
- Codex Zouche-Nuttall. British Museum London. Codices Selecti LXXXI V 87, Akademische Druck- und Verlagsanstalt, Graz 1987, S. 11–16 (Vorwort).
- mit Dieter Eisterer: Die Habsburger als Gartenschöpfer und Botaniker. Katalog, Österreichisches Gartenbau-Museum, Wien 1988.
- mit Maarten Jansen: Schrift und Buch im alten Mexiko. Akademische Druck- und Verlagsanstalt, Graz 1988, 302 S.
- ?Haze o No Haze? Von der Aussagekraft mexikanischer Bilderschrift. Festschrift Benedikt Hartmann. Leiden 1988, 58 S.
- Los codices mexicanos como fuentes históricas ayer y hoy: un compendo critico. La visiòn India. Musiro, Leiden 1989, S. 435–443.
- Erzherzog Ferdinand Maximilian und das Segunde Imperio Mexicano (= Hardegger Beiträge zur Maximilian-Forschung. Band 1). Eigenverlag, Hardegg 1992.
- Die mexikanische Codexliteratur und ihre Editionen. Eigenverlag, Klosterneuburg 1998.
- Los tesoros de Moctezuma: Utopía y realidad. Museum für Völkerkunde, Wien 2001.
- Die Schätze des Montezuma. Utopie und Wirklichkeit. Mit einem Beitrag von Peter Kann. Museum für Völkerkunde, Wien 2001.
- Maximilian und Charlotte von Mexiko – Beiträge zu ihrer Geschichte. Eigenverlag, Klosterneuburg 2003.
- Von Schönbrunn und Miramar nach Mexiko. Akademische Druck- und Verlagsanstalt, Graz 2009.
- Das Indianerbild in Utopien und Klischees (1492–1850). Eigenverlag, Klosterneuburg 2012.
- Maximilian von Mexiko: Der Traum vom Herrschen. Beitrag zum Katalog zur Ausstellung, Hofmobiliendepot, Wien 2013.

Beiträge in Tageszeitungen (Auswahl):
- Die Maya-Schrift – wieder entziffert? In: Die Presse. 13. März 1976.
- Maximilian von Mexiko hatte phantastische Baupläne: Traum von einem „Herrenchiemsee“ auf der Insel Lacroma. In: Die Presse. Spektrum 23./24. August 1980.
- Maxing und Miramar: Die Schlossbauten Maximilians von Mexiko und ihre Vorbilder. In: Die Presse. Spektrum 29./30. November 1986.
- Monctecuma hat „seine“ Federkrone niemals getragen. Legenden um den Schmuck im Völkerkundemuseum. In: Die Presse. Spektrum 12./13. Dezember 1987.
- Maximilian von Mexiko in Artstetten. Neue Räume und Eindrücke in der Sonderausstellung. In: Die Presse. 27. Juni 1988.